# Kudajbiergien Suraganow
Kudajbiergien Magzumowicz Suraganow (ros. Кудайберген Магзумович Сураганов, kaz. Құдайберген Мағзұмұлы Сұрағанов, ur. 25 maja 1921 we wsi Sułuagasz w obwodzie pawłodarskim, zm. 14 lutego 2008 w Ałma-Acie) – radziecki wojskowy, matematyk i pedagog narodowości kazachskiej, Bohater Związku Radzieckiego (1946).

## Życiorys
Urodził się w kazachskiej rodzinie chłopskiej. W 1940 ukończył szkołę pedagogiczną w Pawłodarze, pracował jako nauczyciel, od 1940 służył w Armii Czerwonej, w 1941 skończył kursy młodszych poruczników. Od 1942 uczestniczył w wojnie z Niemcami, w kwietniu 1945 jako dowódca plutonu w 142 Brygadzie Artylerii 33 Armii 1 Frontu Białoruskiego w stopniu starszego porucznika wyróżnił się podczas operacji berlińskiej, w marcu 1947 został zwolniony do rezerwy. W 1951 ukończył studia na Wydziale Fizyczno-Matematyczny Kazachskiego Instytutu Pedagogicznego, później aspiranturę na Kazachskim Uniwersytecie Państwowym, 1954–1955 kierował tam laboratorium, potem został asystentem katedry matematyki elementarnej, starszym wykładowcą, adiunktem i kierownikiem katedry w Kazachskim Żeńskim Instytucie Pedagogicznym. W 1975 obronił pracę kandydacką.

## Odznaczenia
- Złota Gwiazda Bohatera Związku Radzieckiego (15 maja 1946)
- Order Lenina
- Order Wojny Ojczyźnianej I klasy
- Order Czerwonej Gwiazdy (dwukrotnie)

I medale.